# Witchblade (anime)
Witchblade (ウィッチブレイド, Witchibureido) een animeserie gebaseerd op de gelijknamige Amerikaanse stripserie. De serie telt 24 afleveringen.
De serie is een samenwerkingsproject van de Japanse studio Gonzo en de Amerikaanse uitgever Top Cow Productions. De serie volgt een ander verhaal dan de stripserie en bevat een nieuw hoofdpersonage. De regie van de serie was in handen van Yoshimitsu Ohashi, die ook de series Galaxy Angel en Galaxy Angel Z regisseerde.

## Verhaal
De serie draait om Masane Amaha, een jonge vrouw die haar geheugen heeft verloren tijdens een catastrofe van nog onbekende oorzaak, die Tokio verwoestte. Nadat ze ongedeerd onder het puin vandaan wordt gehaald, blijkt ze opeens een armband om haar pols te hebben. Zes jaar later ontdekt ze bij haar terugkeer in Tokio dat de armband in feite een eeuwenoud wapen is, genaamd de Witchblade. Vanaf dat moment raakt ze betrokken bij een machtsstrijd tussen een grote onderneming en een overheidsinstelling. Tevens moet ze de Witchblade, die een eigen wil lijkt te hebben, leren hanteren.

## Personages
- Masane 'melon-y' Amaha (天羽 雅音, Amaha Masane): de hoofdpersoon in de serie. Ze is de huidige drager van de Witchblade, die ze op nog onbekende manier heeft verkregen tijdens een grote ramp in Tokio. De Witchblade geeft haar bovennatuurlijke krachten, zoals regeneratie, supersnelheid, uithoudingsvermogen en kracht. Dit heeft als prijs dat haar lichaam langzaam vergaat. In de laatste aflevering offert ze zichzelf op om zowel een leger van I-wapens te stoppen als de Witchblade te vernietigen, zodat deze niet een volgend gastlichaam kan uitkiezen.

- Rihoko Amaha (天羽 梨穂子, Amaha Rihoko): Masane’s adoptiefdochter. Rihoko werd als baby samen met Masane onder het puin in Tokio gevonden en daarna door haar geadopteerd. Ondanks haar jonge leeftijd lijkt ze slimmer dan haar moeder.

- Yuusuke Tozawa (斗沢 祐介, Tōzawa Yūsuke): een freelance fotograaf. Hij is een van de eerste die Masane’s geheim ontdekt. Hoewel hij aanvankelijk alleen leeft voor het schrijven van een goed verhaal, ontwikkelt hij respect en gevoelens voor Masane.

- Tatsuoki Furumizu (古水 達興, Furumizu Tatsuoki): een van de antagonisten in de serie. Hij is het hoofd van de NSWF en heeft het voorzien op de Witchblade. Hij geeft niets om de mensen die voor hem werken. Hij is tevens de schepper van enkele genetisch gemanipuleerde vrouwen genaamd Neogenes, welke hij heeft uitgerust met kloonversies van de Witchblade. Hij wordt uiteindelijk gedood door een van zijn eigen creaties genaamd Maria.

- Reina Soho (蘇峰 玲奈, Soho Reina): een van Tatsuoki’s neogenes. Ze is een sterke, intelligente vrouw, maar uitermate egoïstisch. Ze ziet zichzelf als de ware meester van de Witchblade en probeert deze met geweld van Masane af te pakken. Ze is de biologische moeder van Rihoko. Ze sterft wanneer ze haar dochter beschermt tegen Maria.

- Maria (まりあ): een psychisch gestoorde neogene. Ze heeft een obsessie voor katten en honden. Wanneer ze beseft dat haar “vader”, Tatsuoki, haar enkel als hulpmiddel ziet, draait ze door. Ze vermoordt hem en neemt de controle over NWSF over. Ze sterft wanneer haar lichaam uiteenvalt tot kristalstof.

- Reiji Takayama (鷹山 澪士, Takayama Reiji): het hoofd van Douji Group Industries Special Weapons Division. Hij roept regelmatig Masane’s hulp in voor het bevechten van op hol geslagen "Ex-cons", high-tech wapens gemaakt door zijn eigen organisatie. Hij is tevens Rihoko's biologische vader.

- Hiroki Segawa (瀬川 弘樹, Segawa Hiroki): Reiji Takayama's assistant.

## Afleveringen
1. Beginning
2. Confusion
3. Opposition
4. Movement
5. Search
6. Change
7. Past
8. Mutuality
9. Sadness
10. Association
11. Danger
12. Capture
13. Separation
14. House
15. Bond
16. Relaxation
17. Mingling
18. Rolling
19. Thought
20. Wish
21. Vow
22. Telling
23. Disturbance
24. Light

## Cast
- Jamie Marchi - Masane Amaha
- Cherami Leigh - Naomi
- Mark Stoddard - Reiji Takayama
- Scott Hinze – Ota